# 재활용

재활용 기호

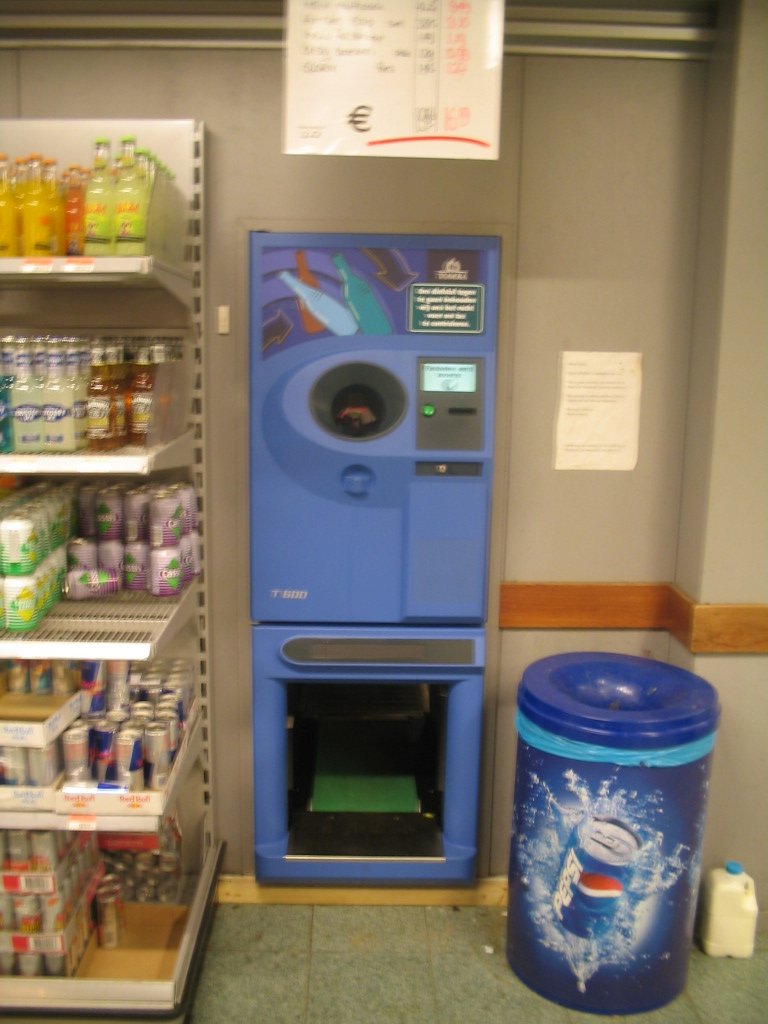
네덜란드의 빈 병 회수기

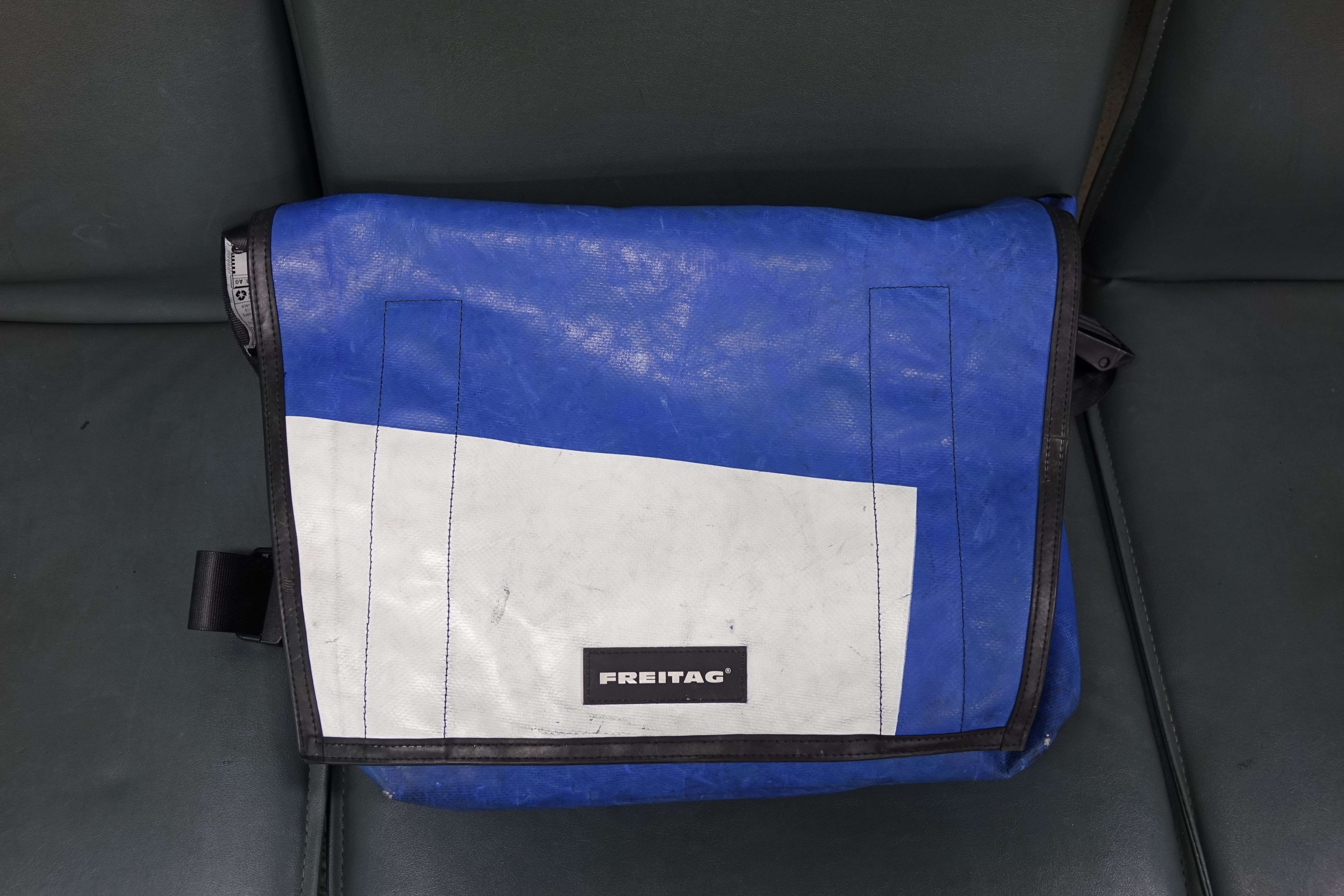
프라이탁 가방. 가방 천은 트럭 방수천, 어깨끈은 폐차에서 뜯어낸 안전벨트로 만듦.

재활용(再活用, 영어: recycling)은 제품을 다시 자원으로 만들어, 새로운 제품의 원료로 이용하는 일이다. 대한민국에서는 현재 재활용을 의무화 시켜 분리수거를 권장하고 있다.
재활용되는 폐기물로는 알루미늄과 강철깡통, 유리용기, 종이 등이 있다. 재활용은 제조업에 쓰이는 천연자원의 보존에 도움이 될 뿐만 아니라, 다양한 쓰레기를 처분할 때 생기는 오염도 줄여 준다. 재활용되는 물질은 1900년대 초부터 제철공장이나 종이공장 등에서 중요한 원료가 되었으며, 1960년대 후반부터 천연자원의 공급 감소와 환경오염에 대한 관심의 증가로 재활용이 새롭게 강조되었다. 재활용 공장에서는 재활용 깡통으로 다시 새 깡통이나 여러 가지 다른 금속제품을 만들 수 있다. 재활용 종이는 종이뿐만 아니라, 절연체나 석고보드, 지붕 재료 등의 건축 자재를 만드는 데에도 이용된다. 또 유리는 갈아서 새 유리 용기나 도로 포장용 물질을 만드는 데 이용하고, 재활용 자동차 기름은 산업용 연료로 쓸 수 있다. 그러나 지금은 재활용이 가능한 많은 폐기물이 다른 쓰레기와 섞여 함께 버려지고 있는 실태이다.

## 용어
최근에는 같은 종류의 제품이 아닌 다른 용도의 재생 이용이나, 전자제품이나 헌옷 등의 중고 판매도 재활용이라 부르기도 한다. 리듀스(reduce, 쓰레기 줄이기), 리유스(reuse, 재사용 하기)와 함께 3R로 불린다. 영어의 리사이클(recycle)은 그대로 명사도 되지만 기본적으로 동사이며, 명사적 의미로는 리사이클링(recycling)으로 부르는 것이 보통이다.

## "역할과 가치"
재활용은 소재 재활용과 열 재활용으로 구분할 수 있다. 현대사회에서 재활용은, 주로 정치적, 경제적 목적을 위한 상표로서의 역할이 강하다. 실제로 제조사가 재활용을 하면 적자를 보는 일도 많기 때문에, 상징적으로 소량만 재활용하는 경우도 많다. 또, 모든 재활용이 환경 보존에 바람직한 것은 아니기 때문에, 재활용이 항상 '환경을 생각하는 일'인 것은 아니다.
분리수거가 제대로 되지 않을 경우, 재활용 가치는 매우 떨어지게 된다. 일례로 우유팩이 일반종이류와 함께 배출되는 경우, 종이류 재활용 공장에서 우유팩은 비닐수지로 인해 슬러지로 버려지며 처리 비용만 증가시킨다.

## 같이 보기
- 사전 재활용
- 재사용
- 분리수거
- 분리배출 표시 제도
  - 대한민국의 분리배출 표시 제도